# Saison 1 de 9-1-1: Nashville
 (août 2025).
Si vous disposez d'ouvrages ou d'articles de référence ou si vous connaissez des sites web de qualité traitant du thème abordé ici, merci de compléter l'article en donnant les références utiles à sa vérifiabilité et en les liant à la section « Notes et références ».
 (août 2025).
Cet article présente le guide des épisodes de la première saison de la série télévisée américaine 9-1-1: Nashville.

## Généralités
- Aux États-Unis, cette saison de dix-huit épisodes est diffusée depuis le 9 octobre 2025 sur le réseau ABC[1]

## Distribution

### Acteurs principaux
- Chris O'Donnell : Don Hart, capitaine de la caserne
- Jessica Capshaw : Blythe Hart, la femme du capitaine Don Hart et mère de Ryan
- Hailey Kilgore (en) : Taylor Thompson, pompier et chanteuse
- Michael Provost : Ryan Hart, pompier et fils du capitaine
- Juani Feliz (en) : Roxie Alba, une accro à l'adrénaline et ancien chirurgien traumatologue
- Hunter McVey : Blue Bennings, un ancien bad boy devenu pompier
- LeAnn Rimes : Dixie Bennings, mère de Blue
- Kimberly Williams-Paisley : Cammie Raleigh

### Acteurs récurrents
- Kane Brown (en)[2]

## Épisodes

### Épisode 1:Pilot
- États-Unis /  Canada : 9 octobre 2025 sur ABC / CTV[3]